# Hersey (Maine)
Hersey ist eine Town im Aroostook County des Bundesstaates Maine in den Vereinigten Staaten. Im Jahr 2020 lebten dort 73 Einwohner in 55 Haushalten auf einer Fläche von 103,3 km².

## Geographie
Nach dem United States Census Bureau hat Hersey eine Gesamtfläche von 103,24 km², von der 102,69 km² Land sind und 0,54 km² aus Gewässern bestehen.

### Geographische Lage
Hersey liegt im Südwesten des Aroostook Countys, an der Grenze zum Penobscot Countys. Einige kleinere Flüsse durchziehen Hersey. Sie fließen in südlicher Richtung. Der Crystal Lake liegt auf dem Gebiet der Town. Die Oberfläche von Hersey ist sehr eben, ohne nennenswerte Erhebungen.

### Nachbargemeinden
Alle Entfernungen sind als Luftlinien zwischen den offiziellen Koordinaten der Orte aus der Volkszählung 2010 angegeben.
- Norden: Moro Plantation, 4,0 km
- Nordosten: Merrill, 14,5 km
- Osten: Dyer Brook, 12,1 km
- Südosten: Island Falls, 17,7 km
- Süden: Crystal, 3,7 km
- Südwesten: Patten, Penobscot County, 15,4 km
- Westen: Mount Chase, Penobscot County, 15,0 km

### Stadtgliederung
In Hersey gibt es zwei Siedlungsgebiete: Halls Corner und Hersey.

### Klima
Die mittlere Durchschnittstemperatur in Hersey liegt zwischen −11,7 °C (11° Fahrenheit) im Januar und 18,3 °C (65° Fahrenheit) im Juli. Damit ist der Ort gegenüber dem langjährigen Mittel der USA um etwa 10 Grad kühler. Die Schneefälle zwischen Oktober und Mai liegen mit über fünfeinhalb Metern knapp doppelt so hoch wie die mittlere Schneehöhe in den USA, die tägliche Sonnenscheindauer liegt am unteren Rand des Wertespektrums der USA.

## Geschichte
Ursprünglich organisiert als Dayton Plantation, um den Bewohnern das Wahlrecht zu geben wurde das Gebiet im Jahr 1848. Zuvor war es unter der Bezeichnung Township No. 5, Fifth Range West of the Easterly Line of the State (T5 R5 WELS) geführt. Die Town Hersey wurde am 25. Januar 1873 gegründet und nach dem Politiker Samuel F. Hersey benannt.

### Einwohnerentwicklung
| Volkszählungsergebnisse – Town of Hersey, Maine | Volkszählungsergebnisse – Town of Hersey, Maine | Volkszählungsergebnisse – Town of Hersey, Maine | Volkszählungsergebnisse – Town of Hersey, Maine | Volkszählungsergebnisse – Town of Hersey, Maine | Volkszählungsergebnisse – Town of Hersey, Maine | Volkszählungsergebnisse – Town of Hersey, Maine | Volkszählungsergebnisse – Town of Hersey, Maine | Volkszählungsergebnisse – Town of Hersey, Maine | Volkszählungsergebnisse – Town of Hersey, Maine | Volkszählungsergebnisse – Town of Hersey, Maine |
| Jahr                                            | 1800                                            | 1810                                            | 1820                                            | 1830                                            | 1840                                            | 1850                                            | 1860                                            | 1870                                            | 1880                                            | 1890                                            |
| ----------------------------------------------- | ----------------------------------------------- | ----------------------------------------------- | ----------------------------------------------- | ----------------------------------------------- | ----------------------------------------------- | ----------------------------------------------- | ----------------------------------------------- | ----------------------------------------------- | ----------------------------------------------- | ----------------------------------------------- |
| Einwohner                                       |                                                 |                                                 |                                                 |                                                 |                                                 |                                                 |                                                 | 107                                             | 159                                             | 151                                             |
| Jahr                                            | 1900                                            | 1910                                            | 1920                                            | 1930                                            | 1940                                            | 1950                                            | 1960                                            | 1970                                            | 1980                                            | 1990                                            |
| Einwohner                                       | 199                                             | 186                                             | 245                                             | 195                                             | 150                                             | 116                                             | 106                                             | 81                                              | 67                                              | 69                                              |
| Jahr                                            | 2000                                            | 2010                                            | 2020                                            | 2030                                            | 2040                                            | 2050                                            | 2060                                            | 2070                                            | 2080                                            | 2090                                            |
| Einwohner                                       | 63                                              | 83                                              | 73                                              |                                                 |                                                 |                                                 |                                                 |                                                 |                                                 |                                                 |

## Wirtschaft und Infrastruktur

### Verkehr
Die Maine State Route 11, der Aroostook Seanic Highway verläuft durch die nordwestliche Ecke der Town.
Der International Appalachian Trail, ein Fernwanderweg, führt durch Hersey.

### Öffentliche Einrichtungen
Hersey besitzt keine eigene Bücherei. Die nächstgelegene ist die Katahdin Public Library  in Island Falls.
Es gibt kein Krankenhaus und keine medizinische Einrichtung in Hersey. Das nächstgelegene Krankenhaus für Hersey und die Region befindet sich in Patten.

### Bildung
Hersey gehört mit Crystal, Dyer Brook, Island Falls, Merrill, Moro Plantation, Mt. Chase, Oakfield, Patten, Sherman, Smyrna und Stacyville zur Regional School Unit 50.
Folgende Schulen stehen den Schülerinnen und Schülern zur Verfügung:
- Katahdin Elementary School (PK-6) in Stacyville
- Katahdin Middle/High School (7–12) in Stacyville
- Southern Aroostook Community Schools (PK-12) in Dyer Brook